# المشروخ (دوعن)
'

تعديل مصدري - تعديل

المشروخ هي إحدى قرى عزلة صيف بمديرية دوعن التابعة لمحافظة حضرموت، بلغ تعداد سكانها 695 نسمة حسب تعداد اليمن لعام 2004.